# Kanton Saint-Hilaire
Kanton Saint-Hilaire (fr. Canton de Saint-Hilaire) je francouzský kanton v departementu Aude v regionu Languedoc-Roussillon. Skládá se ze 14 obcí.

## Obce kantonu
- Belcastel-et-Buc
- Caunette-sur-Lauquet
- Clermont-sur-Lauquet
- Gardie
- Greffeil
- Ladern-sur-Lauquet
- Pomas
- Saint-Hilaire
- Saint-Polycarpe
- Verzeille
- Villardebelle
- Villar-Saint-Anselme
- Villebazy
- Villefloure